# Вулиця Юрія Клена (Київ)
Ву́лиця Ю́рія Кле́на — вулиця у Святошинському районі міста Києва, селище Жовтневе. Пролягає від вулиці Тараса Бульби-Боровця до Жмеринської вулиці.
Прилучаються вулиці Петра Дорошенка і Академіка Біляшівського. Між вулицями Академіка Біляшівського і Жмеринською наявна перерва у проляганні вулиці.

## Історія
Вулиця виникла в середині XX століття, мала назву вулиця Калініна, на честь радянського політичного діяча Михайла Калініна, з липня 1965 року — вулиця Гарібальді, на честь італійського революціонера Джузеппе Гарібальді. 
З листопада 1965 року мала назву Калінінська вулиця.
Сучасна назва на честь українського поета, перекладача, літературного критика Юрія Клена — з 2016 року.